# Бобовиште (Алексинац)
Бобовиште је насеље у Србији, у општини Алексинац, у Нишавском округу. Према попису из 2022. било је 718 становника (према попису из 1991. било је 1.226 становника).

## Демографија
У насељу Бобовиште живи 888 пунолетних становника, а просечна старост становништва износи 44,9 година (43,6 код мушкараца и 46,2 код жена). У насељу има 390 домаћинстава, а просечан број чланова по домаћинству је 2,75.
Ово насеље је великим делом насељено Србима (према попису из 2002. године), а у последња четири пописа, примећен је пад у броју становника.
|  |

| Демографија | Демографија | Демографија |
| Година      | Становника  | Становника  |
| ----------- | ----------- | ----------- |
| 1948.       | 1.424       |             |
| 1953.       | 1.558       |             |
| 1961.       | 1.623       |             |
| 1971.       | 1.425       |             |
| 1981.       | 1.340       |             |
| 1991.       | 1.226       | 1.190       |
| 2002.       | 1.074       | 1.113       |

| Етнички састав према попису из 2002.‍ | Етнички састав према попису из 2002.‍ | Етнички састав према попису из 2002.‍ | Етнички састав према попису из 2002.‍ | Етнички састав према попису из 2002.‍ |
| ------------------------------------ | ------------------------------------ | ------------------------------------ | ------------------------------------ | ------------------------------------ |
|                                      |                                      |                                      |                                      |                                      |
| Срби                                 | Срби                                 |                                      | 1.066                                | 99,25%                               |
| Чеси                                 | Чеси                                 |                                      | 2                                    | 0,18%                                |
| Руси                                 | Руси                                 |                                      | 2                                    | 0,18%                                |
| непознато                            | непознато                            |                                      | 3                                    | 0,27%                                |

| Година пописа     | 1948. | 1953. | 1961. | 1971. | 1981. | 1991. | 2002. |
| ----------------- | ----- | ----- | ----- | ----- | ----- | ----- | ----- |
| Број домаћинстава | 312   | 349   | 395   | 372   | 368   | 342   | 390   |

| Број чланова      | 1  | 2   | 3  | 4  | 5  | 6  | 7 | 8 | 9 | 10 и више | Просек |
| ----------------- | -- | --- | -- | -- | -- | -- | - | - | - | --------- | ------ |
| Број домаћинстава | 84 | 133 | 53 | 68 | 30 | 15 | 4 | 2 | 1 | 0         | 2,75   |

| Пол    | Укупно | Неожењен/Неудата | Ожењен/Удата | Удовац/Удовица | Разведен/Разведена | Непознато |
| ------ | ------ | ---------------- | ------------ | -------------- | ------------------ | --------- |
| Мушки  | 458    | 101              | 310          | 34             | 12                 | 1         |
| Женски | 461    | 51               | 310          | 91             | 9                  | 0         |
| УКУПНО | 919    | 152              | 620          | 125            | 21                 | 1         |

| Пол    | Укупно                    | Пољопривреда, лов и шумарство | Рибарство                            | Вађење руде и камена | Прерађивачка индустрија       |
| ------ | ------------------------- | ----------------------------- | ------------------------------------ | -------------------- | ----------------------------- |
| Мушки  | 250                       | 108                           | 0                                    | 2                    | 69                            |
| Женски | 141                       | 100                           | 0                                    | 0                    | 10                            |
| УКУПНО | 391                       | 208                           | 0                                    | 2                    | 79                            |
| Пол    | Производња и снабдевање   | Грађевинарство                | Трговина                             | Хотели и ресторани   | Саобраћај, складиштење и везе |
| Мушки  | 2                         | 14                            | 20                                   | 2                    | 5                             |
| Женски | 0                         | 0                             | 12                                   | 5                    | 0                             |
| УКУПНО | 2                         | 14                            | 32                                   | 7                    | 5                             |
| Пол    | Финансијско посредовање   | Некретнине                    | Државна управа и одбрана             | Образовање           | Здравствени и социјални рад   |
| Мушки  | 0                         | 3                             | 7                                    | 2                    | 2                             |
| Женски | 0                         | 2                             | 2                                    | 3                    | 5                             |
| УКУПНО | 0                         | 5                             | 9                                    | 5                    | 7                             |
| Пол    | Остале услужне активности | Приватна домаћинства          | Екстериторијалне организације и тела | Непознато            | Непознато                     |
| Мушки  | 3                         | 0                             | 0                                    | 11                   | 11                            |
| Женски | 0                         | 0                             | 0                                    | 2                    | 2                             |
| УКУПНО | 3                         | 0                             | 0                                    | 13                   | 13                            |